# وارونه‌سازی
در زبان‌شناسی، وارونه‌سازی به ساختارهای دستوری‌ گفته می‌شود که در آن‌ها یک یا چند عبارت در جای معمول خود نباشند.

## در فارسی
نظم معمول جمله در زبان فارسی به شکل فاعل-مفعول-فعل است، ولی وارونه‌سازی در این زبان به‌وفور مشاهده می‌شود. مثلاً:
آ. من چراغ‌ها را خاموش می‌کنم. (فاعل-مفعول-فعل)
ب. چراغ‌ها را من خاموش می‌کنم. (مفعول-فاعل-فعل)

## در انگلیسی
به‌طورکلّی در انگلیسی دو گونهٔ اصلی وارونه‌سازی دیده می‌شود: وارونه‌سازی فاعل-فعل و وارونه‌سازی فاعل-فعل کمکی. تفاوت این دو گونه در ماهیّت فعل جمله است و این‌که آیا این فعل یک فعل کامل است یا یک فعل کمکی.

### وارونه‌سازی فاعل-فعل کمکی
وارونه‌سازی فاعل-فعل کمکی رایج‌ترین شکل وارونه‌سازی در زبان انگلیسی است. در این ساختار فاعل و فعل کمکی جای خود را با هم عوض می‌کنند:
آ. Fred will stay.
ب. Will Fred stay? - وارونه‌سازی فاعل-فعل کمکی برای ساخت پرسش بله-خیر
آ. Larry has done it.
ب. What has Larry done? - وارونه‌سازی فاعل-فعل کمکی برای ساخت پرسش
آ. Fred has helped at no point.
ب. At no point has Fred helped. - وارونه‌سازی فاعل-فعل کمکی در حالت منفی
a. If we were to surrender, ...
b. Were we to surrender, … - وارونه‌سازی فاعل-فعل کمکی در حالت شرطی
نظم معمول جملهٔ انگلیسی به صورت فاعل-فعل است، ولی در برخی موارد این نظم (به دلایلی که در بالا گفته شد) تغییر می‌کند و به صورت فعل کمکی-فاعل درمی‌آید. اگر به جای فعلِ کمکی فعلِ کامل وجود داشته باشد، این ساختار اشتباه است، مثلاً:
آ. Fred stayed.
ب. *Stayed Fred? - وارونه‌سازی امکان ندارد چرا که فعل کامل است و کمکی نیست.
(علامت ستاره * در زبان‌شناسی به این معناست که مثال ارائه شده از لحاظ دستوری قابل قبول نیست.)

### وارونه‌سازی فاعل-فعل
در این گونه وارونه‌سازی، برای تأکید رویِ فاعل جایِ آن با فعل کامل عوض می‌شود. این‌گونه فاعل معمولاً ضمیر نیست.مثلاً:
آ. Down the stairs came the dog. - فعل-فاعل